# Вянта (город)
Вя́нта (лит.  Venta) — город в Акмянском районе Шяуляйского уезда Литвы, является административным центром Вянтского староства. Население 2 867 человек (2010 год).

## География
Расположен на правом берегу реки Вента в 12 км от города Векшняй и в 9 км от Папиле (лит. Papilės) в Вентском региональном парке. Через город проходит шоссе Куршенай — Мажейкяй. Железнодорожная станция на линии Мажейкяй — Шяуляй.

## История
Образован в 1966 году после объединения двух населённых пунктов, деревень Баускас и Пурвяй. В 1972 году была открыта гимназия. В 1978 году Вянта стал посёлком городского типа. До 1991 года в составе Литовской ССР, СССР. С 1991 года в составе Литвы. В 1995 году получил статус города. С 1995 года центр одноимённого староства.
В 2009 году построен костёл Непорочного Зачатия Пресвятой Девы Марии (Švč. Mergelės Marijos Nekaltojo Prasidėjimo bažnyčia). Храм называют костёлом тысячелетия Литвы, потому что это — единственный костёл в Литве, построенный в 2009 году, когда отмечалось тысячелетие упоминания страны.

## Население
| жителей | 3 240 | 3 827 | 3 412 | 2 867 |

| Год  | Численность | Численность |
| ---- | ----------- | ----------- |
| 2001 | 3416        | [ 2 ]       |
| 2002 | 3386        | [ 2 ]       |
| 2003 | 3318        | [ 2 ]       |
| 2004 | 3236        | [ 2 ]       |
| 2005 | 3086        | [ 2 ]       |
| 2006 | 2987        | [ 2 ]       |
| 2007 | 2867        | [ 2 ]       |
| 2008 | 2705        | [ 2 ]       |
| 2009 | 2649        | [ 2 ]       |
| 2010 | 2531        | [ 2 ]       |
| 2011 | 2407        | [ 2 ]       |
| 2012 | 2346        | [ 2 ]       |
| 2013 | 2355        | [ 2 ]       |
| 2014 | 2324        | [ 2 ]       |
| 2015 | 2334        | [ 2 ]       |
| 2016 | 2314        | [ 2 ]       |
| 2017 | 2303        | [ 2 ]       |
| 2018 | 2223        | [ 2 ]       |
| 2019 | 2212        | [ 2 ]       |
| 2020 | 2168        | [ 2 ]       |
| 2021 | 2250        | [ 2 ]       |
| 2022 | 2195        | [ 2 ]       |
| 2023 | 2155        | [ 2 ]       |

## Экономика
Окрестности города богаты известняком. На его базе были созданы предприятия по производству извести, силикатного кирпича, шифера.

## Достопримечательности

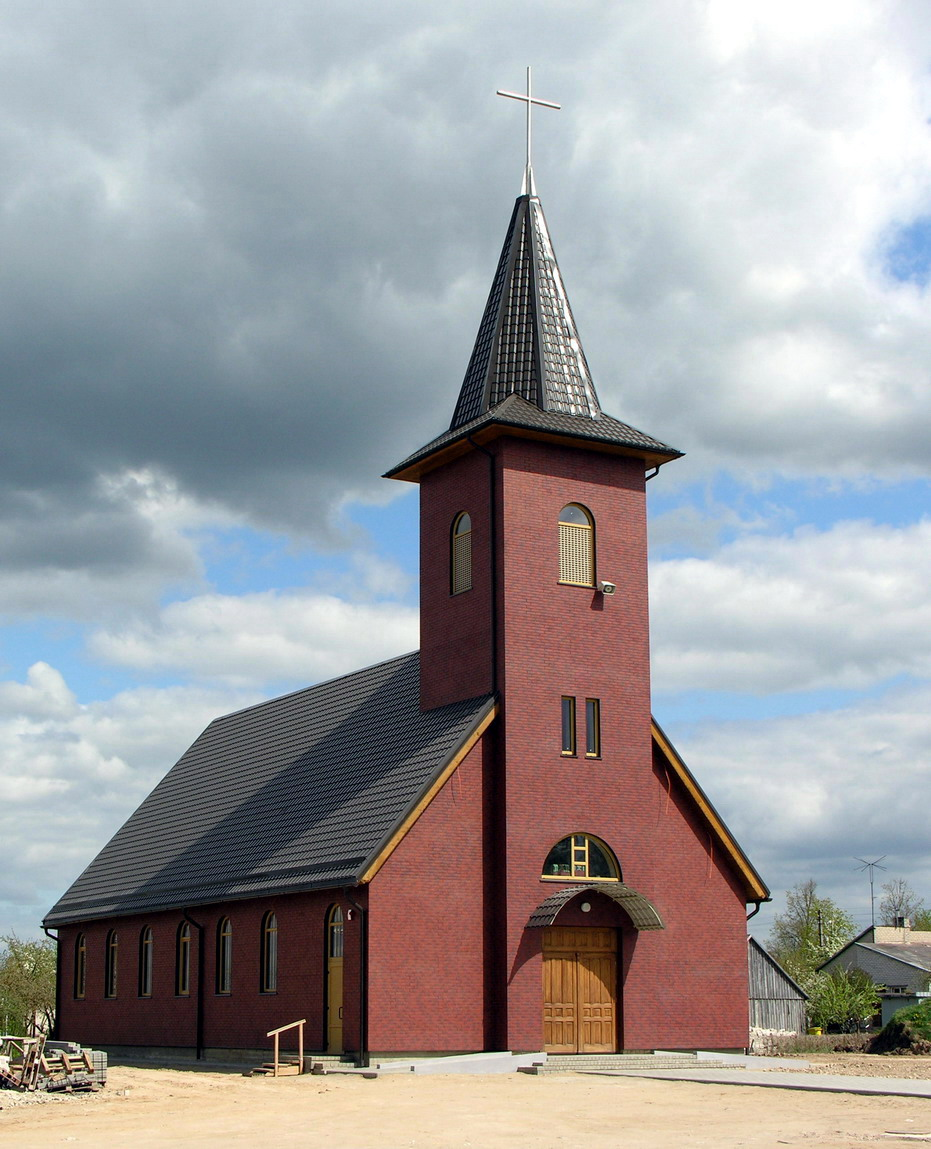
Костёл Непорочного зачатия

- Костёл Непорочного зачатия (построен в 2009 году).

При музыкальной школе создан ансамбль народной музыки «Ventukai», который в 2004 году победил на вселитовском фестивале песни.

## Известные жители
Юозас Мильтинис (1907—1994) — советский актёр, театральный режиссёр, заслуженный артист Литовской ССР (1948), народный артист Литовской ССР (1965), народный артист СССР (1973), кавалер ордена Ленина.

## Герб города
Герб утверждён 9 августа 1999 года. Автор рисунка — Раймондас Микневичюс. Перевёрнутый шеврон напоминает литеру «V» — первую в названии города.

## Этимология названия
Название города происходит от названия реки Вента, протекающей через город.